# Paul Vaessen
Paul Leon Vaessen (* 16. Oktober 1961 in Gillingham, Kent, England; † 8. August 2001 in Bristol, England) war ein englischer Fußballspieler.
Vaessen wurde in Gillingham geboren, wobei sein Vater Leon Vaessen bereits für den FC Millwall und den FC Gillingham Profifußball gespielt hatte. Als Mittelstürmer schloss sich Paul Vaessen im Jahre 1977 dem FC Arsenal an und debütierte für den Verein im Alter von nur 16 Jahren am 27. September 1978 in einem UEFA-Pokalspiel gegen den 1. FC Lokomotive Leipzig. In der englischen Meisterschaft kam er im darauf folgenden Jahr in der Partie gegen den FC Chelsea am 14. Mai 1979 erstmals zum Einsatz. Er unterschrieb im Juli des gleichen Jahres seinen ersten Profivertrag, konnte in seiner ersten vollständigen Saison 1979/80 in 13 Spielen fünf Tore erzielen und galt als hoffnungsvolles Talent für die Zukunft des Vereins.
Das berühmteste dieser Tore stellte Vaessens Treffer beim Halbfinalrückspiel gegen Juventus Turin im Europapokal der Pokalsieger am 23. April 1980 dar. Nachdem Arsenal zunächst im heimischen Stadion nur 1:1 gespielt hatte und aufgrund der Auswärtstorregel unbedingt ein Tor im Rückspiel benötigte, wurde Vaessen im Stadio Communale nach 75 Minuten beim Stand von 0:0 eingewechselt. Dort gelang ihm nach einer Flanke von Graham Rix per Kopfball nur zwei Minuten vor Spielende das entscheidende Tor zum 1:0 für Arsenal. Damit zog der Verein ins Endspiel des Wettbewerbs ein, in dem Vaessen jedoch nicht spielen sollte. Damit hatte Vaessen gleichzeitig erstmals einen englischen Verein zu einem Auswärtssieg bei Juventus Turin geschossen.
Trotz des vielversprechenden Karrierestarts wurde Vaessen in der Folgezeit immer wieder von Verletzungssorgen geplagt und konnte sich in den beiden nächsten Spielzeiten nicht in der Mannschaft dauerhaft etablieren. Beim Derby gegen den Lokalrivalen Tottenham Hotspur erlitt er eine schwere Verletzung und musste sich einer Knieoperation unterziehen. Er verpasste dadurch die komplette Saison 1982/1983 und beendete im Sommer 1983 im Alter von nur 21 Jahren seine Karriere frühzeitig. Insgesamt schoss er in 39 Spielen neun Tore für den FC Arsenal.
Nach dem Ende der Fußballerlaufbahn geriet Vaessen schnell in eine Orientierungskrise und auch der FC Arsenal unterstützte fortan seinen ehemaligen Spieler wenig, so dass Vaessen nach eigener Aussage das Gefühl hatte, „auf dem Schrotthaufen“ gelandet zu sein. Er schlug sich mit Gelegenheitstätigkeiten als Postzusteller und Bauarbeiter durch und wurde zu dieser Zeit immer stärker abhängig von Drogen. Um seinen Heroinkonsum finanzieren zu können, fiel er ins kleinkriminelle Milieu ab und stand mehrfach wegen Straftaten im Bereich der Beschaffungskriminalität vor Gericht. Bei einem misslungenen Drogengeschäft wurde er zudem sechsfach niedergestochen. Obwohl er sich davon erholen konnte und häufiger versuchte, seine Abhängigkeit zu bekämpfen, wurde er stets rückfällig. Ein weiterer Versuch, im Bereich der Physiotherapie zu arbeiten, scheiterte ebenfalls aufgrund seiner zunehmenden Arbeitsunfähigkeit, die zudem in den erlittenen Verletzungen aus seiner Fußballerzeit begründet lag.
Im August 2001 wurde Vaessen in seinem Badezimmer tot aufgefunden. In der Autopsie wurden hohe Drogenrückstände in der Blutbahn festgestellt. Im Gegensatz zu seinem berühmten Tor gegen Juventus Turin fand sein Tod nur geringe Resonanz in der britischen Presselandschaft.